# Парагвай на Сурдлимпийских играх
Парагвай участвует в летних Сурдлимпийских играх с Игр 2022 года, в зимних Сурдлимпийских играх до настоящего времени не участвовали. На настоящее время медалей на Играх пока ещё не завоевали.